# Ledina Çelo
Ledina Çelo (Tirana, 9 febbraio 1977) è una cantante e modella albanese.
Ha rappresentato l'Albania all'Eurovision Song Contest 2005 con il brano Tomorrow I Go, classificandosi al 16º posto nella finale dell'evento.

## Biografia
Dopo aver presentato il 42º Festivali i Këngës con Adi Krasta nel 2003, utilizzato per la prima volta nella sua storia come metodo di selezione nazionale per l'Eurovision Song Contest, prese parte all'edizione successiva del FiK, vincendo con la sua Nesër shkoj, che, tradotta in inglese, rappresentò l'Albania all'Eurovision Song Contest 2005, classificandosi 16ª con 53 punti nella finale dell'evento.
Nel 2006 prese parte al Kënga Magjike con Jemi të huaj, classificandosi al 2º posto.

## Vita privata
È sposata con l'ex campione di kickboxing tedesco Naim Kabashi e risiede in Germania.

## Discografia
- 1995 - E doni dashurinë? (con Luan Zhegu)
- 1996 - San Valentino
- 1996 - Kërko dashurinë
- 1997 - Fal
- 1997 - Ishte një endërr
- 2005 - Tomorrow I Go
- 2006 - Jemi të huaj
- 2010 - Dangerous
- 2010 - Superstretching
- 2012 - Can U Touch Me Baby
- 2012 - Me ndez
- 2013 - Gaboja